# Isidore Goresky
Isidore Goresky (Barbiwtsi, 11 de noviembre de 1902 – Surrey, 22 de febrero de 1999) era trabajador rural, profesor y político provincial de Alberta, Canadá. Él sirvió como miembro de la Asamblea Legislativa de Alberta de 1930 a 1935, sentado con la bancada United Farmers en el gobierno.

## Inicio de la vida
Isidore Goresky nació el 25 de noviembre de 1902 en Barbiwtsi, Vashkiwtsi Bukowina, Austria (ahora parte de Ucrania). Su familia se mudó a Canadá en 1905, después de no poder mejorar sus condiciones de vida. La familia se estableció en Stony Mountain, Manitoba. Él vivió en la ciudad hasta 1918, cuando su padre Basil compró una granja a seis millas al noroeste de la comunidad.
Goresky comenzó su vida trabajando como trabajador rural y fue a la escuela en varios lugares alrededor de Manitoba. Él intentó unirse al ejército en 1917, pero no tuvo éxito. Él comenzó a enseñar en el otoño de 1918 y trabajó en su primera temporada por cuatro meses. Más tarde, fue a la Universidad de Manitoba en 1920 y luego frecuentó la escuela normal en Brandon, Manitoba, graduándose en 1922.[cita requerida]
Goresky continuó trabajando en varios trabajos de enseñanza hasta mudarse a Alberta, en 1926, para aceptar un empleo como director en Smoky Lake. Él intentó reinscribirse en la Universidad de Manitoba para completar su maestría, pero no lo logró, entonces se fue a la Universidad de Alberta. Él obtuvo su maestría en 1929. Él concurrió a un cargo político en 1930.[cita requerida]

## Carrera política
Goresky se postuló a la Asamblea Legislativa de Alberta en la elección general de Alberta en 1930 como candidato del United Farmers en el distrito electoral de Whitford. Él derrotó a otros dos candidatos con un margen de victoria aplastante para ocupar el lugar de su partido.
Goresky concurrió a un segundo mandato en la elección general de 1935 en Alberta. Fue derrotado por el candidato del crédito social, William Tomyn, terminando un lejano tercer lugar, en cuarto lugar, al frente del ex MLA Andrew Shandro.

## Vida tardía
Después de su derrota del cargo, Goresky se mudó a Edmonton, Alberta. Él trabajó como rector del Instituto M. Hrushewsky de Ucrania por un año y luego fue contratado como profesor para el Consejo Público de Educación de Edmonton, después de eso él trabajó como superintendente escolar en la ciudad de Consort, Alberta. Él comenzó a trabajar en su Maestría en Educación en 1936 completándolo en 1938. Goresky ingresó en la Royal Canadian Airforce en 1942. Fue dispensado del servicio después de la Segunda Guerra Mundial en 1945. Después de la guerra, continuó trabajando en varios puestos de educación hasta 1966.[cita requerida]
Goresky pasó el final de los años 1960 y 1970 investigando la inmigración ucraniana hacia Canadá, traduciendo y publicando varios registros. También tradujo y publicó dos libros Historia del Asentamiento Ucraniano en Canadá y Pioneros Ucranianos de Alberta.[cita requerida]
Goresky se mudó a White Rock, British Columbia en 1986. Murió el 22 de febrero de 1999 en Surrey, British Columbia. Él fue el último miembro vivo del gobierno de United Farmers. Su funeral fue realizado el 1 de marzo de 1999 en la Iglesia Ortodoxa Ucraniana de Santa María en Surrey, Columbia Británica.[cita requerida]